# 유혜 (도량경후)
유혜(劉傒, ? ~ ?) 또는 유계(劉係)는 전한 중기의 제후로, 장사정왕의 손자이다.

## 생애
원정 원년(기원전 116년), 아버지 유정의 뒤를 이어 도량후(都梁侯)에 봉해졌다.
시호를 경(頃)이라 하였고, 아들 유홍이 작위를 이었다.

## 출전
- 사마천, 《사기》 권21 건원이래왕자후자연표
- 반고, 《한서》 권15상 왕자후표 上